# Dolianá
Dolianá (Doliana) är en ort i Grekland.   Den ligger i prefekturen Nomós Ioannínon och regionen Epirus, i den nordvästra delen av landet, 300 km nordväst om huvudstaden Aten. Dolianá ligger 552 meter över havet och antalet invånare är 441.
Terrängen runt Dolianá är huvudsakligen kuperad, men åt sydväst är den bergig. Runt Dolianá är det glesbefolkat, med 14 invånare per kvadratkilometer. Närmaste större samhälle är Kefalóvryso, 12,3 km norr om Dolianá. I omgivningarna runt Dolianá växer i huvudsak blandskog.